# Olios audax
Olios audax är en spindelart som först beskrevs av Banks 1909.  Olios audax ingår i släktet Olios och familjen jättekrabbspindlar.
Artens utbredningsområde är Costa Rica. Inga underarter finns listade i Catalogue of Life.